# Henrik Lehm
Henrik Lehm (født 23. august 1960) er en dansk fodboldtræner, der siden primo januar 2016 har været cheftræner for HB Køge.
Lehm var i 3 sæsoner hos Næsby Boldklub i perioden 2008-2011. I hans første sæson var der stor drama, da Næsby Boldklub egentlig var rykket ned, men diverse ting løste sig, så Næsby Boldklub alligevel blev i rækken.. Efter Næsby Boldklub kom Lehm til FC Hjørring, hvor han startede 26. marts 2012. Han valgt dog ikke at fortsætte efter den succesfulde halvsæson hvor FC Hjørring reddede sig fra nedrykning. Efterfølgende blev han ansat af AB den 14. august 2012. AB og Lehm valgte dog at stoppe samarbejdet efter en succesfuld sæson, hvor undgik nedrykning.
Lehm, der blandt andet også har været ungdoms-kvindelandstræner og cheftræner for Næsby Boldklub, FC Hjørring og Akademisk Boldklub blev i januar 2016 ny cheftræner for HB Køge. I maj 2018 forlod han HB Køge for at blive talentchef i Næsby Boldklub.

## Karriere (cheftræner)

### Danmark U/17 (kvinder)
Danmark U/17 (kvinder) : 22 kampe med 6 sejre, 6 uafgjorte og 10 nederlag.

### Danmark U/19 (kvinder)
Danmark U/19 (kvinder)  : 46 kampe med 24 sejre, 9 uafgjorte og 13 nederlag.

### Næsby Boldklub
2.division 2008-09 : 28 kampe med 8 sejre, 8 uafgjorte og 12 nederlag. 2.division 2009-10 : 30 kampe med 6 sejre, 6 uafgjorte og 18 nederlag. 2.division 2010-11 : 30 kampe med 12 sejre, 12 uafgjorte og 6 nederlag.

### FC Hjørring
1.division 2011-2012 : 12 kampe med 4 sejre, 3 uafgjorte og 5 nederlag.

### AB
1.division 2012-13 : (23 kampe med 7 sejre, 8 uafgjorte og 8 nederlag.)

### HB Køge
1.division 2015-16 : 14 kampe med 5 sejre, 3 uafgjorte og 6 nederlag. 1.division 2016-17 : 33 kampe med 11 sejre, 14 uafgjorte og 8 nederlag. 1.division 2017-18 : 33 kampe med 14 sejre, 10 uafgjorte og 9 nederlag.